# Kathryn Joosten
Kathryn Joosten (20 tháng 12 năm 1939 – 2 tháng 6 năm 2012) là một nữ diễn viên người Mỹ.